# Estación de Münchenwiler-Courgevaux
La estación de Münchenwiler-Courgevaux es una estación ferroviaria de la comuna suiza de Münchenwiler, en el Cantón de Berna.

## Historia y situación
La estación de Münchenwiler-Courgevaux fue inaugurada en el año 1898 con la puesta en servicio del tramo entre Givisiez y Murten de la línea Friburgo - Ins.
Se encuentra ubicada en el borde oeste de la comuna de Münchenwiler, a un kilómetro del centro urbano, aunque su función principal es dar servicio a la comuna friburguesa de Courgevaux, cuyo centro urbano se encuentra a menos de medio kilómetro de la estación. Cuenta con un andén central al que accede una vía pasante y una vía muerta. 
En términos ferroviarios, la estación se sitúa en la línea Friburgo - Ins. Sus dependencias ferroviarias colaterales son la estación de Cressier hacia Friburgo y la estación de Murten hacia Ins.

## Servicios ferroviarios
Los servicios ferroviarios de esta estación están prestados por Transports publics fribourgeois:

### Regionales
- R Friburgo - Murten - Ins/Kerzers. Trenes cada hora desde Friburgo hasta Murten y Ins. En horas punta de lunes a viernes existen trenes de refuerzo desde Friburgo hasta Murten y Kerzers.